# Euphorbia haussknechtii
Euphorbia haussknechtii es una especie fanerógama perteneciente a la familia de las euforbiáceas.  Es originaria del norte de Turquía y norte de Siria. 

## Taxonomía
Euphorbia haussknechtii fue descrita por Pierre Edmond Boissier y publicado en Prodromus Systematis Naturalis Regni Vegetabilis 15(2): 1267. 1866.
Etimología
Euphorbia: nombre genérico que deriva del médico griego del rey Juba II de Mauritania (52 a 50 a. C. - 23), Euphorbus, en su honor – o en alusión a su gran vientre –  ya que usaba médicamente Euphorbia resinifera. En 1753 Carlos Linneo asignó el nombre a todo el género.
haussknechtii: epíteto otorgado  en honor del botánico alemán Heinrich Carl Haussknecht (1838-1903).
Sinonimia
- Euphorbia helioscopia var. haussknechtii (Boiss.) Boiss.
- Tithymalus haussknechtii (Boiss.) Soják[4][5]